# نادي الفتح موسم 2010–11
شاركَ نادي الفتح في دوري المحترفين السعودي 2010–11 حيثُ خاض 26 مباراةً نجحَ خلالها في حصدِ 31 نقطة وهو ما مكّنه من احتلال المركز التاسع خلفَ نادي الفيصلي الذي حلَّ ثامنًا برصيدِ 35 نقطة، في حين حلَّ نادي التعاون سابعًا برصيدِ 35 نقطة أيضًا.

## نظرة عامّة
| المنافسة                  | أول مباراة       | آخر مباراة        | الدور الافتتاحي | المركز النهائي | السجل | السجل | السجل | السجل | السجل | السجل | السجل | السجل   |
| المنافسة                  | أول مباراة       | آخر مباراة        | الدور الافتتاحي | المركز النهائي | لعب   | ف     | ت     | خ     | له    | عليه  | ف.أ.  | الفوز % |
| ------------------------- | ---------------- | ----------------- | --------------- | -------------- | ----- | ----- | ----- | ----- | ----- | ----- | ----- | ------- |
| دوري المحترفين            | 14 آب/أغسطس 2010 | 20 أيار/مايو 2011 | الجولة الأولى   | المركز التاسع  | 26    | 8     | 7     | 11    | 27    | 35    | −8    | 030٫77  |
| كأس خادم الحرمين الشريفين | –                | –                 | –               | –              | 0     | 0     | 0     | 0     | 0     | 0     | +0    | —       |
| المجموع                   | المجموع          | المجموع           | المجموع         | المجموع        | 26    | 8     | 7     | 11    | 27    | 35    | −8    | 030٫77  |

المصدر: المنافسات

### حصيلة النتائج
| الفريق ╲ الجولة | 1 | 2 | 3 | 4 | 5 | 6 | 7 | 8 | 9 | 10 | 11 | 12 | 13 | 14 | 15 | 16 | 17 | 18 | 19 | 20 | 21 | 22 | 23 | 24 | 25 | 26 |
| --------------- | - | - | - | - | - | - | - | - | - | -- | -- | -- | -- | -- | -- | -- | -- | -- | -- | -- | -- | -- | -- | -- | -- | -- |
| نادي الفتح      | L | L | W | D | L | D | D | L | L | D  | D  | W  | L  | W  | D  | L  | W  | L  | D  | W  | W  | W  | L  | L  | L  | W  |

#### ملخص النتائج
| شامل | شامل | شامل | شامل | شامل | شامل | شامل | شامل | على أرضه | على أرضه | على أرضه | على أرضه | على أرضه | على أرضه | خارج أرضه | خارج أرضه | خارج أرضه | خارج أرضه | خارج أرضه | خارج أرضه |
| لعب  | ف    | ت    | خ    | أ.ل  | أ.ع  | ف.أ  | ن    | ف        | ت        | خ        | أ.ل      | أ.ع      | ف.أ      | ف         | ت         | خ         | أ.ل       | أ.ع       | ف.أ       |
| ---- | ---- | ---- | ---- | ---- | ---- | ---- | ---- | -------- | -------- | -------- | -------- | -------- | -------- | --------- | --------- | --------- | --------- | --------- | --------- |
| 26   | 8    | 7    | 11   | 27   | 35   | −8   | 31   | 4        | 4        | 5        | 14       | 15       | −1       | 4         | 3         | 6         | 13        | 20        | −7        |

## دوري المحترفين

### معلومات عامّة
بداية الموسم
في أول ظهورٍ له في الموسم الجديد، تعرض الفتح لخسارة قاسيّة على أرضيّة ملعبهِ أمام القادسية بـ 3 – 1، ثمّ تلتها خسارةٌ ثقيلةٌ أخرى في الرياض وبالضبطِ في ملعب الملك فهد الدولي أمام النصر بـ 4 – 2. استفاقةُ الفتح جاءت متأخرة نوعًا ما، حيثُ حقَّق انتصارًا مهمًا في الجولة الثالثة على أهلي جدّة في معقلِ هذا الأخير بهدفين مقابل واحد. في الجولة الرابعة من الدوري، وقعَ الفتح في فخّ التعادل أمام الرائد في الأحساء، لكنّه عاد بنقطةٍ ثمينةٍ من الدمام حينما تعادل إيجابيًا (2 – 2) أمام الاتفاق في الجولة السابعة بعدما أُجّلت الجولتين الخامسة والسادسة.
سقطَ الفتح في الجولة الثامنة أمام الوحدة بثلاثية نظيفة في جدة، ثمّ سقط من جديدٍ أمام الفيصلي بهدفٍ نظيفٍ مواصلًا بذلك نزيف النّقاط. حاولَ الفتح الاستفاقة من جديدٍ في المباريات الثلاث الأخيرة من بداية الموسم، فتعادل سلبيًا أمام الاتحاد، ثمّ تعادل من جديدٍ معَ التعاون في ميدانِ هذا الأخير، قبل أن يُحقّق انتصارًا مهمًا في مباراتهِ العاشرة أمام نجران بهدفين للاشيء.
نجحَ الفتح إذن في تحقيقِ الفوز مرتان بينما تعادل في أربعٍ وخسر مثلها في 10 مباريات خاضها في بداية الدوري، متمكّنًا بذلك من حصدِ 10 نقاطٍ من أصل 30 ممكنة.
منتصف الموسم ونهايته
كانت المباراة الافتتاحيّة التي بدأَ فيها الفتح منتصف موسمه هي مباراةٌ مؤجلّةٌ عن الجولة السادسة، حيثُ خاض فيها مباراة صعبة أمام الشباب ونجحَ في الخروجِ منها بنقطةٍ ثمينةٍ بعد تعادلٍ إيجابي بهدفٍ لمثله، ثمّ خسر أمام الحزم في الرس، قبل أن يُحقّق انتصارًا مهمًا على القادسية في الخبر وهو الذي خسر مباراة الذهاب في الأحساء.
نجح الفتح في الجولة الخامسة عشر في تحقيقِ تعادلٍ مهم أمام النصر على ملعب الأمير عبد الله بن جلوي، ثمّ عاد لدوامة النتائج السلبيّة حينما خسر مبارتين على التوالي: أولى في التاسع عشر من كانون الأول/ديسمبر 2010 أمام الهلال بـ 2 – 0، وثانيّة في الثالث والعشرين من نفس الشهر والعام أمامَ الأهلي بنفس نتيجة الهلال. تدارك الفتحُ الأمر حينما تغلّب على الرائد في بريدة بهدفينِ مقابل واحد، لكنّه سقط بنفس النتيجة أمام الهلال في إطارِ مباريات الجولة الثامنة عشر.
انتفاضةُ الفتح الأكبر جاءت في الجولة التاسعة عشر فبعدما تعادل في هذه الجولة تعادلًا سلبيًا أمام الشباب في ملعب الأمير فيصل بن فهد، انتفض الفريق الفتحاوي في الجولات الثلاث الموالية حيثُ حقَّق انتصارًا مهمًا على الاتفاق بهدفٍ نظيفٍ، أعقبه انتصارٌ ثانٍ الوحدة بـ 2 – 1، ثم انتصارٌ هو الثالث على التوالي وجاء ذلك على حساب الفيصلي بهدفين مقابل واحد أيضًا.
بعد سلسلة النتائج الإيجابيّة تلك، عاد الفتح لدوامة النتائج السلبيّة حيثُ سقط في ثلاث مبارياتٍ على التوالي، أولى أمامَ الاتحاد بهدفين نظيفينِ، وثانية أمام التعاون (1 – 3)، ثمّ الثالثة أمام نجران بهدفين مقابل واحد. اختتمَ الفتح الدوري بانتصارٍ مهمٍ نوعًا ما على حساب الحزم بثلاثية نظيفة مع أنّه انتصارٌ لم يُغيّر الكثير على سلّم الترتيب.
من أصل 16 مباراة لعبها الفتح، نجحَ هذا الأخير في الفوزِ في ستّ مبارياتٍ وتعادل في ثلاث لكنّه خسر سبعًا، وهو ما مكّنه من تحقيقِ 21 نقطة من أصلِ 48 ممكنة.

### قائمة المباريات
هذه قائمةٌ بمباريات نادي الفتح في موسمهِ الكرويّ 2010–11 في دوري المحترفين:
| 14 أغسطس 2010 1 | الفتح | 1 – 3 | القادسية | الأحساء                              |
| 18:45           |       |       |          | الملعب: ملعب الأمير عبد الله بن جلوي |

| 19 أغسطس 2010 2 | النصر | 4 – 2 | الفتح | الرياض                        |
| 19:00           |       |       |       | الملعب: ملعب الملك فهد الدولي |

| 24 أغسطس 2010 3 | الأهلي | 1 – 2 | الفتح | جدة                                   |
| 19:15           |        |       |       | الملعب: مدينة الملك عبد الله الرياضية |

| 29 أغسطس 2010 4 | الفتح | 1 – 1 | الرائد | الأحساء                              |
| 18:45           |       |       |        | الملعب: ملعب الأمير عبد الله بن جلوي |

| 27 سبتمبر 2010 7 | الاتفاق | 2 – 2 | الفتح | الدمام                          |
| 17:10            |         |       |       | الملعب: ملعب الأمير محمد بن فهد |

| 02 أكتوبر 2010 8 | الوحدة | 3 – 0 | الفتح | جدة                           |
| 17:05            |        |       |       | الملعب: ملعب الملك عبد العزيز |

| 16 أكتوبر 2010 9 | الفتح | 0 – 1 | الفيصلي | الأحساء                              |
| 16:55            |       |       |         | الملعب: ملعب الأمير عبد الله بن جلوي |

| 20 سبتمبر 2010 10 | الفتح | 0 – 0 | الاتحاد | الأحساء                              |
| 16:50             |       |       |         | الملعب: ملعب الأمير عبد الله بن جلوي |

| 29 سبتمبر 2010 11 | التعاون | 0 – 0 | الفتح | بريدة                                 |
| 16:45             |         |       |       | الملعب: مدينة الملك عبد الله الرياضية |

| 02 أكتوبر 2010 12 | الفتح | 2 – 0 | نجران | الأحساء                              |
| 15:40             |       |       |       | الملعب: ملعب الأمير عبد الله بن جلوي |

| 07 أكتوبر 2010 6 | الفتح | 1 – 1 | الشباب | الأحساء                              |
| 15:45            |       |       |        | الملعب: ملعب الأمير عبد الله بن جلوي |

| 11 أكتوبر 2010 13 | الحزم | 2 – 1 | الفتح | الرس               |
| 15:35             |       |       |       | الملعب: ملعب الحزم |

| 09 ديسمبر 2010 14 | القادسية | 0 – 1 | الفتح | الخبر                                      |
| 19:35             |          |       |       | الملعب: مدينة الأمير سعود بن جلوي الرياضية |

| 15 ديسمبر 2010 15 | الفتح | 1 – 1 | النصر | الأحساء                              |
| 15:40             |       |       |       | الملعب: ملعب الأمير عبد الله بن جلوي |

| 19 ديسمبر 2010 5 | الهلال | 2 – 0 | الفتح | الرياض                         |
| 15:35            |        |       |       | الملعب: استاد جامعة الملك سعود |

| 23 ديسمبر 2010 16 | الفتح | 0 – 2 | الأهلي | الأحساء                              |
| 15:35             |       |       |        | الملعب: ملعب الأمير عبد الله بن جلوي |

| 11 فبراير 2011 17 | الرائد | 1 – 2 | الفتح | بريدة                                 |
| 16:15             |        |       |       | الملعب: مدينة الملك عبد الله الرياضية |

| 25 فبراير 2011 18 | الفتح | 1 – 2 | الهلال | الأحساء                              |
| 16:20             |       |       |        | الملعب: ملعب الأمير عبد الله بن جلوي |

| 06 مارس 2011 19 | الشباب | 0 – 0 | الفتح | الرياض                          |
| 16:25           |        |       |       | الملعب: ملعب الأمير فيصل بن فهد |

| 17 مارس 2011 20 | الفتح | 1 – 0 | الاتفاق | الأحساء                              |
| 16:30           |       |       |         | الملعب: ملعب الأمير عبد الله بن جلوي |

| 02 أبريل 2011 21 | الفتح | 2 – 1 | الوحدة | الأحساء                              |
| 17:35            |       |       |        | الملعب: ملعب الأمير عبد الله بن جلوي |

| 08 أبريل 2011 22 | الفيصلي | 1 – 2 | الفتح | المجمعة                        |
| 17:35            |         |       |       | الملعب: مدينة المجمعة الرياضية |

| 24 أبريل 2011 23 | الاتحاد | 2 – 0 | الفتح | جدة                                   |
| 17:40            |         |       |       | الملعب: مدينة الملك عبد الله الرياضية |

| 30 أبريل 2011 24 | الفتح | 1 – 3 | التعاون | الأحساء                              |
| 17:40            |       |       |         | الملعب: ملعب الأمير عبد الله بن جلوي |

| 15 مايو 2011 25 | نجران | 2 – 1 | الفتح | نجران                    |
| 17:50           |       |       |       | الملعب: ملعب جامعة نجران |

| 20 مايو 2011 26 | الفتح | 3 – 0 | الحزم | الأحساء                              |
| 17:55           |       |       |       | الملعب: ملعب الأمير عبد الله بن جلوي |

### إحصائيات
- سجّل الفتح 27 هدفًا (بمعدل 1.03 في كلّ مباراة) بينما تلقّت شباكه 35 هدفًا (بمعدل 1.34 في كل مباراة).
  - سجّل الفتح 14 هدفًا في المباريات التي خاضها على أرضيّة ملعبه بينما تلقَّى 15 هدفًا.
  - سجّل الفتح 13 هدفًا خارج دياره وتلقَّى في مقابل ذلك 20 هدفًا.
- خسر الفتح ثلاث مباريات على التوالي، من الجولة الثالثة والعشرين حتى الخامسة والعشرين.
  - حقَّقَ الفتح ثلاث انتصارات على التوالي، من الجولة العشرين حتى الجولة الثانية والعشرين.
- أكبر انتصارٍ حقّقه نادي الفتح في الموسم الكرويّ 2010–11 كان على حسابِ نادي الحزم بثلاثية نظيفة في الجولة الأخيرة من الدوري.
  - أكبر خسارة تعرّض لها الفتح في الدوري كانت في الجولة الثامنة حينما هُزم على يدِ الوحدة بثلاثيّة نظيفة.